# 库尔塔兰 (厄尔-卢瓦省)
库尔塔兰（法語：Courtalain，法語發音：[kuʁtalɛ̃]）是法国厄尔-卢瓦省的一个旧市镇，位于该省西南部，属于沙托丹区。2017年1月1日，库尔塔兰和相邻的另外5个市镇合并为新市镇阿鲁新市镇（后更名为“瓦尔迪耶尔”）。

## 地理
库尔塔兰（48°4'46"N, 1°8'17"E）面积2.47 平方千米，位于法国中央-卢瓦尔河谷大区厄尔-卢瓦省，该省份为法国北部内陆省份，北起顺时针与厄尔省、伊夫林省、埃松省、卢瓦雷省、卢瓦-谢尔省、萨尔特省和奧恩省接壤。
与库尔塔兰接壤的市镇（或旧市镇、城区）包括：阿鲁、圣佩勒兰。
库尔塔兰的时区为UTC+01:00、UTC+02:00（夏令时）。

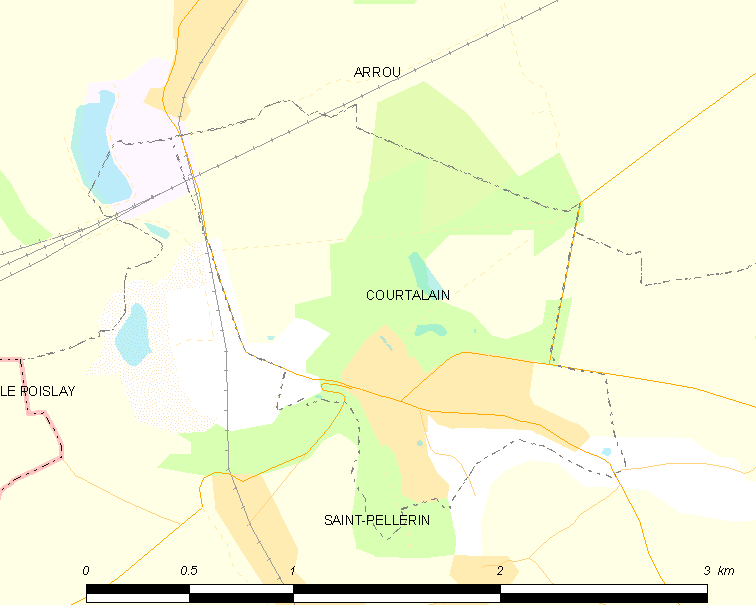
库尔塔兰的OSM定位图

## 行政
库尔塔兰的邮政编码为28290，INSEE市镇编码为28115。

## 政治
库尔塔兰所属的省级选区为布鲁县。

## 人口

1962-2008年间库尔塔兰人口变化图示

库尔塔兰于2018年1月1日时的人口数量为656人。